# Аркин, Ефим Аронович
Ефим Аронович Аркин (1 января (13 января) 1873, Пинск — 31 января 1948, Москва) — советский врач-психолог, педагог. Доктор педагогических наук, профессор. Действительный член АПН РСФСР (1947).

## Биография
Родился в Пинске. Окончил 2-ю Киевскую гимназию с золотой медалью и медицинский факультет Киевского университета (1898). Работал фабричным и земским врачом Дмитровского уезда Московской губ. В 1903 году совершенствовался как детский врач в Швейцарии. Во время русско-японской войны служил военным врачом на Дальнем Востоке, был председателем обществ, комитета по оказанию помощи детям беженцев.
С 1906 года — в Москве. В годы Первой мировой войны — заведующий Московским городским солдатским лазаретом; организовал помощь детям беженцев. В 1924 году организовал и возглавил первую в стране кафедру дошкольной педагогики во 2-м МГУ.
Е. А. Аркин — основоположник учения о лекарственной патологии, впервые в мировой литературе в 1901 году описал признаки лекарственной болезни и предложил этот термин для обозначения её как самостоятельной нозологической формы. Разрабатывал теоретические основы воспитания детей в дошкольных учреждениях.
Похоронен на Введенском кладбище (1 уч.).

## Семья
- Брат — Семён Аронович Аркин (1871, Пинск — 1952, Москва) — врач-невропатолог.
- Дети:
  - Давид Ефимович Аркин (1899—1957), искусствовед.
  - Григорий Ефимович (Иосифович) Аркин (1900—1938), социал-демократ, член Московского союза социал-демократической рабочей молодежи[1].
  - Аркадий Ефимович Аркин (1904—1983), архитектор.